# Joy Ride 3: Roadkill
Joy Ride 3: Roadkill (titulada Nunca juegues con extraños 3 en España y Argentina, Frecuencia mortal 3 en el resto de Hispanoamérica) es una película de terror y acción de 2014, estrenada directamente en vídeo, escrita y dirigida por Declan O'Brien y protagonizada por Ken Kirzinger, Jesse Hutch, Kirsten Prout, Ben Hollingsworth y Dean Armstrong. Es una secuela de Joy Ride (2001) y Joy Ride 2: Dead Ahead (2008), la tercera y última entrega de la serie Joy Ride.
La película se lanzó directamente en DVD y Blu-ray el 17 de junio de 2014. La película recaudó más de $1.223 millones en ventas de videos domésticos.

## Sucesos
Rob y Candy están encerrados en la habitación de un motel, consumiendo metanfetina y teniendo sexo. Cuando se quedan sin drogas, Rob convence a Candy de usar la radio para atraer a un camionero a su habitación y robarle. Rusty Nail responde al llamado de Candy. Cuando Rob abre la puerta, Rusty se da cuenta de que lo han engañado y los toma cautivos. Rob y Candy están encadenados el uno al otro y al eje del camión de Rusty Nail. Él los lleva a un tramo desierto de la autopista 17 y les dice que los dejará ir si pueden agarrarse al capó del camión durante una milla. Si uno de ellos se cae, el otro será jalado del camión por la cadena y ambos morirán debajo de esta. Pega una bolsa de metanfetamina al parabrisas de su camión, diciéndoles que pueden tener las drogas después de que la hagan. Después de conducir un rato, Rob grita que han conducido al menos una milla, y Rusty Nail está de acuerdo. Pensando que lo han logrado, Candy alcanza la bolsa de drogas; Su cadena se atasca en el eje, y ella y Rob son arrastrados debajo del camión en movimiento, donde mueren. Más tarde, las autoridades acuden al lugar de los hechos; el agente Williams, recién nombrado, quiere investigar más a fondo, pero el agente Jenkins lo anima a que lo resuelva.
Los pilotos de carreras Jordon y Austin, junto con su equipo Jewel (novia de Jordon), Mickey, Alisa y Bobby, se dirigen a Canadá para competir en el Road Rally 1000. Al parar a comer, Austin descubre en un mapa una carretera sin patrullar que, según él, podría acortar su viaje en un día. Sin embargo, un viejo y espeluznante camionero llamado Barry les advierte que no tomen la ruta y les cuenta la historia de Rusty Nail, quien se ha convertido en una leyenda urbana. Jenkins se detiene a tomar un café y niega las afirmaciones de Barry, animándolos a tomar la 17. Barry les dice que ese tramo de la carretera no está patrullado, lo cual atrae a Austin, quien quiere poner a prueba los límites de su coche deportivo, así que aceptan ir por ese camino. Durante el viaje, Austin, Jordon, Jewels y Alisa en el coche deportivo pasan a Rusty lo que hace que se enoje. Más adelante se encuentran con Bobby y Mickey para cargar gasolina mediante una camioneta, en ese momento de descenso de velocidad Rusty los alcanza y trata de frenarlos, ellos optan por jugar a la velocidad con Rusty pasándolo nuevamente. Durante el juego al camión de Rusty se le sale el remolque al intentar esquivar un coche que venía de frente. Rusty entonces revisa una cámara que ha montado en la parte delantera del camión, identificando el número de matrícula de Jordon, y más tarde usa la radio CB para llamarlo jurando venganza.
Esa noche, Jewel y Austin se ofrecen ir a la comisaría a denunciar la amenaza. Durante el viaje en la camioneta, Rusty Nail los sorprende y los embiste haciéndolos volcar y mete sus cuerpos inconscientes en la parte trasera de su camión. Rusty lleva a Jewel y a Austin a un campo desierto, donde mata a Austin poniéndole las manos y la cara contra el ventilador de un motor. Luego llama a Jordon diciéndole que devolverá a Jewel si él y los demás le entregan el coche deportivo, y le ordena que se reúnan con él en un viejo almacén en una hora. Jordon, Mickey, Alisa y Bobby llegan al almacén y se separan buscando a Rusty. De repente, Rusty aparece y secuestra a Bobby antes de huir en su camión. El resto del grupo lo persigue en el coche deportivo, deteniéndose solo al encontrarse con una patrulla a un lado de la carretera. El agente que conducía la patrulla accede a ayudarlos, pero Rusty lo embiste bruscamente, haciendo estallar el vehículo. Jordon, Mickey y Alisa vuelven al coche deportivo para seguir a Rusty. Durante el viaje, Rusty se detiene y contacta con Jordon, quien se burla de él matando a Bobby mientras el grupo escucha impotente por la radio. Rusty le dice entonces a Jordon que se reúna con él en un desguace y se entregue; solo entonces liberará a Jewel. Mickey intenta convencer a Jordon y Alisa de que busquen ayuda a la policía y obliga a Jordon a detenerse, pero ambos rechazan su oferta, por lo que Mickey decide ir a buscar ayuda a pie. Mickey encuentra el camión de Rusty a un lado de la carretera; en un camino lateral y es retenido por Rusty dónde le aplasta la cabeza con una macheta, luego Rusty prende fuego el remolque de su camión marchandose solo con la cabeza tractora.
Jordon envía a Alisa a buscar ayuda y entra solo al desguace para enfrentarse a Rusty Nail. Ambos pelean, mientras Rusty indica que Jewel está atrapada en un coche colgante a punto de ser aplastado. Justo cuando Rusty parece tener la ventaja, Alisa lo atropella con el coche deportivo, y Jordon va a rescatar a Jewel. Sin embargo, al llegar al coche, Jordon se da cuenta de que el origen de los aparentes gritos de Jewel provenía de una cámara de vídeo que mostraba su muerte a manos de Rusty. Enfurecidos, Jordon y Alisa suben al coche para escapar, pero Rusty los embiste intentando aplastarlos contra una pared. Jordon logra escapar del coche y corre hacia una grúa cercana, usándola para destruir el camión de Rusty en la trituradora, con Rusty dentro. Sin embargo, más tarde, cuando el oficial Williams y sus hombres investigan, Rusty Nail no aparece por ningún lado. La película termina con Rusty Nail pidiéndole a otro camionero que lo lleve a un destino.

## Reparto
- Ken Kirzinger como Rusty Nail
- Jesse Hutch como Jordon Wells
- Kirsten Prout como Jewel McCaul
- Benjamin Hollingsworth como Mickey Cole
- Leela Savasta como Alisa Rosado
- Gianpaolo Venuta como Austin Morris
- Jake Manley como Bobby Crow
- Dean Armstrong como el oficial Williams
- James Durham como el oficial Jenkins
- Sara Mitich como Candy
- J. Adam Brown como Rob
- David Ferry como Barry